# Argyractis cuprescens
Argyractis cuprescens là một loài bướm đêm trong họ Crambidae.